# Кандид, или Оптимизм
«Канди́д, или Оптими́зм» (Candide, ou l’Optimisme) — наиболее часто публикуемое и читаемое произведение Вольтера. Повесть была написана, вероятно, в 1758 году и год спустя появилась в печати сразу в пяти странах под видом «перевода с немецкого». Она тут же стала бестселлером и была на многие годы запрещена под предлогом непристойности. Сам Вольтер считал её безделкой и в некоторых случаях даже отказывался признавать своё авторство . Причисляется к канону Эпохи Просвещения.

## Исторический контекст
Повесть отразила пессимистическую обстановку Семилетней войны и некоторое разочарование автора в эффективности философии («будем работать без рассуждений»). Его попытка «просветить» зачинщика войны, Фридриха Великого, закончилась бегством писателя из Прусской державы. Причины кровопролитного конфликта, поставившего под ружьё миллионы солдат в разных уголках Европы и требовавшего от них убивать друг друга, были труднообъяснимы. После покушения Дамьена на короля во Франции сгущалась атмосфера реакции и религиозного обскурантизма. Газеты трубили о сотнях тысяч португальцев, чьи жизни унесло Лиссабонское землетрясение. Всё это в совокупности ставило под сомнение рационально-оптимистический настрой эпохи Просвещения.

## Содержание
По жанру это философская повесть (conte philosophique) с налётом абсурдистики и цинизма, «замаскированная» под плутовской роман (форма восходит к «Правдивой истории» Лукиана). Герои повести — Кандид, его подруга Кунигунда и наставник Панглосс — колесят по всему обитаемому миру, присутствуя при сражениях Семилетней войны, взятии русскими Азова, Лиссабонском землетрясении, и даже посещают сказочную страну Эльдорадо.
Странствия героев служат автору поводом для того, чтобы высмеивать правительство, богословие, военное дело, литературу, искусство и метафизику, в особенности оптимиста Лейбница с его учением о том, что «бог не создал бы мира, если бы он не был лучшим из всех возможных». Эти слова перефразированы Вольтером как «всё к лучшему в этом лучшем из миров» и звучат саркастическим рефреном каждый раз, когда на долю героев выпадают новые бедствия.
В финале повести герои оказываются в Константинополе и узнают от местного дервиша о тщетности метафизических изысканий. Излагаемый им рецепт счастья прост — забыть о треволнениях окружающей жизни, и в первую очередь общественной, посвятив себя избранному ремеслу — «возделыванию сада».

## Восприятие
Несмотря на попадание в Индекс запрещённых книг, повесть стала одним из первых международных бестселлеров. Спрос был таков, что в Англии одновременно вышло три перевода, сделанных разными авторами. Появились и анонимные продолжения приключений Кандида. Хотя Вольтер открестился от первоначального произведения, мало кто верил его заверениям, что он не имеет к этим «возмутительным» сочинениям никакого отношения.
По стилю, лёгкому и энергичному, это лучшее из написанного Вольтером; слогу этой повести открыто подражали Пушкин и Флобер. Фёдор Достоевский использовал мотивы повести при создании им романа «Братья Карамазовы» и, в особенности, вставной притчи «Великий инквизитор» к этому роману. Авторский голос не звучит прямо, но его мнения — всюду: они вложены в уста персонажей, как правило, второстепенных. Несмотря на неодобрительное отношение Вольтера к идее иллюстрирования литературных произведений, повесть иллюстрировали многие художники, и в их числе Пауль Клее, называвший «Кандида» своим любимым произведением. Термин «панглосс» стал нарицательным обозначением завзятого оптимиста.
Леонард Бернстайн написал на сюжет «Кандида» одноимённый мюзикл (особенно популярна сопрановая ария Кунигунды). Сомерсет Моэм признавался, что перечитывал «Кандида» каждый раз перед написанием новой книги, называя произведение Вольтера «эталоном ясности, грации и остроумия».